# Alexandre Rey
Alexandre Rey (ur. 22 września 1972 w Sionie) – szwajcarski piłkarz występujący na pozycji napastnika.

## Kariera klubowa
Rey karierę rozpoczynał w 1991 roku w pierwszoligowym klubie FC Sion. W 1992 roku zdobył z nim mistrzostwo Szwajcarii. W 1994 roku odszedł do innego pierwszoligowego zespołu, FC Basel. Jego barwy reprezentował przez 2 lata, a potem wrócił do Sionu. Na początku 1997 roku przeszedł jednak do Servette FC, także grającego w ekstraklasie. W 1999 roku zdobył z nim mistrzostwo Szwajcarii. Wraz z 19 golami na koncie został także królem strzelców Nationalligi A.
Na początku 2001 roku Rey odszedł do innego zespołu ekstraklasy, FC Luzern. Po roku, w styczniu 2002 przeszedł do Neuchâtel Xamax, także z pierwszej ligi. W 2003 roku dotarł z zespołem do finałem Pucharu Szwajcarii, jednak Neuchâtel przegrał tam 0:6 z FC Basel. W 2006 roku Rey zakończył karierę.

## Kariera reprezentacyjna
W reprezentacji Szwajcarii Rey zadebiutował 18 listopada 1998 roku w przegranym 0:2 towarzyskim meczu z Węgrami. 9 października 1999 roku w wygranym 2:0 pojedynku eliminacji Mistrzostw Europy 2000 z Walią strzelił pierwszego gola w kadrze. W latach 1998–2005 w drużynie narodowej rozegrał 18 spotkań i zdobył 5 bramek.